# Drahovo

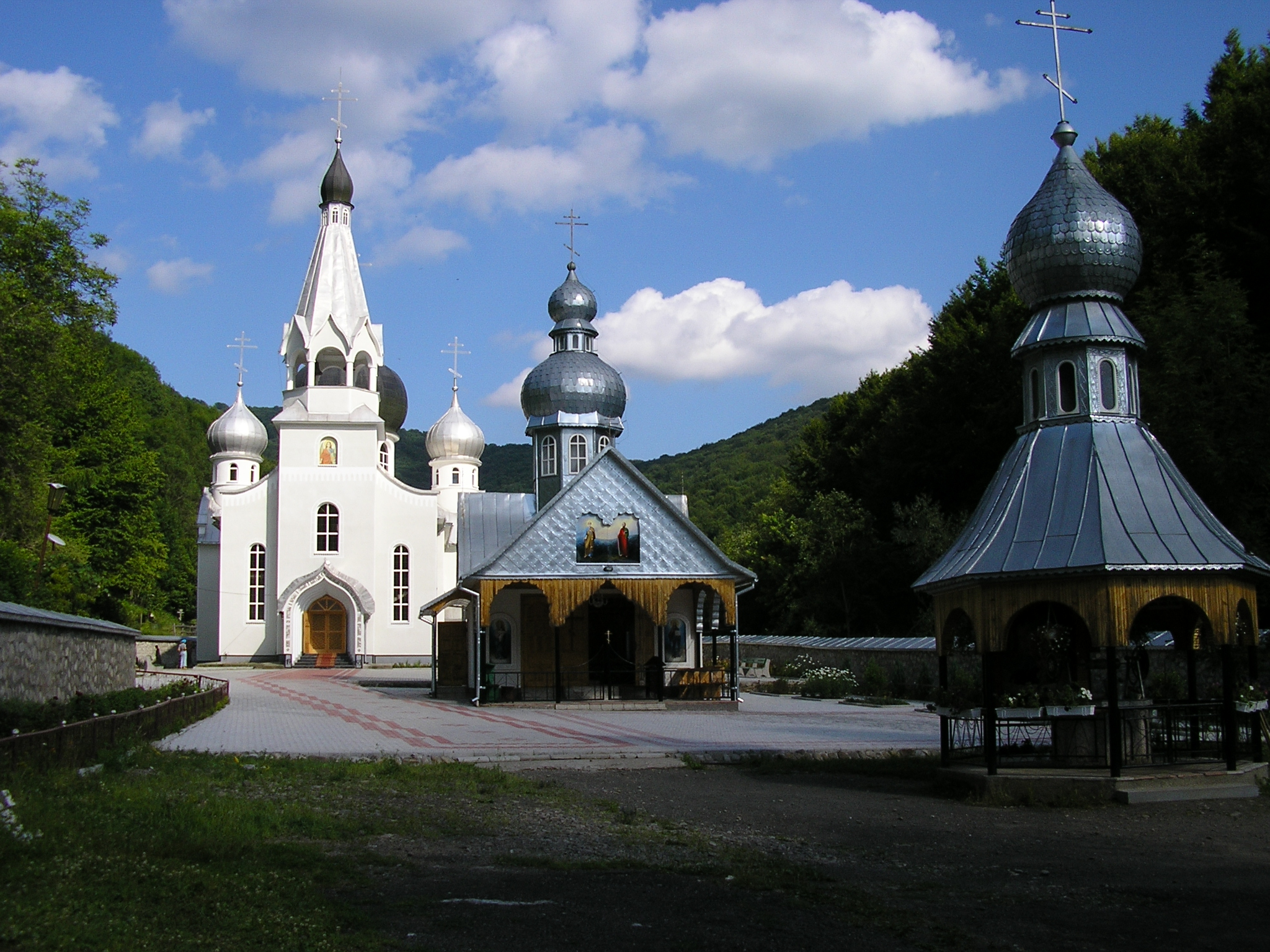
Ženský klášter sv. Archanděla Michaela

Drahovo (ukrajinsky Драгово, maďarsky Kövesliget) je obec v okrese Chust v Zakarpatské oblasti Ukrajiny. V roce 2025 žilo V Drahovu  4450 obyvatel, v celé obci žilo 6604 obyvatel.

## Části obce
| Drahovo  |
| Zaberež  |
| Kičerely |
| Stanovec |

## Jednotné územního společenství (hromada) Drahovo
V Drahově je administrativní sídlo jednotného územního společenství (ukrajinsky Драгівська сільська громада), do kterého patří Drahovo a tyto další obce:
| Přepis do latinky | Název obce v cyrilici |
| Zaberež           | Забереж               |
| Kičerely          | Кічерели              |
| Stanovec          | Становець             |
| Vilšany           | Вільшани              |
| Zolotarovo        | Золотарьово           |
| Zabriď            | Забрідь               |

Toto územní společenství má rozlohu 148,1 km²; v roce 2020 v něm žilo 13 821 obyvatel.

## Historie
Do uzavření Trianonské smlouvy byla obec součástí Uherska, poté součástí Československa. Za první československé republiky byl v Drahově obecní notariát, četnická stanice a poštovní úřad. Od roku 1945 byla obec součástí Ukrajinské sovětské socialistické republiky, která byla součástí SSSR. Od roku 1991 je obec součástí nezávislé Ukrajiny.

## Pamětihodnosti
- Ženský klášter sv. Archanděla Michaela, který je v lese severovýchodně od Drahova; klášter je uváděn jako Drahovský.[3]